# Aphaenogaster theryi
Aphaenogaster theryi är en myrart som beskrevs av Santschi 1923. Aphaenogaster theryi ingår i släktet Aphaenogaster och familjen myror. Inga underarter finns listade i Catalogue of Life.